# Cadillac Provoq
Der Cadillac Provoq ist das Konzept eines luxuriösen Softroaders, das die Cadillac-Division von General Motors am 8. Januar 2008 vorstellte. Er wurde zuerst auf der Consumer Electronics Show in Las Vegas 2008, danach auf der North American International Auto Show 2008 in Detroit gezeigt und wird durch eine Plug-in-Hybrid-Technik angetrieben, wie sie zuerst beim Chevrolet Volt präsentiert wurde. Für eine höhere Reichweite können die Lithium-Ionen-Batterien durch eine Brennstoffzelle nachgeladen werden und Solarzellen liefern den Strom für die Ausstattung des Fahrzeuges, wie z. B. die Innenbeleuchtung und die Audioanlage. Da der Provoq einen Hybridantrieb hat, basiert er auf der gleichen GM-Voltec-Plattform wie der Chevrolet Volt.
Angetrieben wird das Fahrzeug von einem 70-kW-Elektromotor an den Vorderrädern und von zwei 40-kW-Elektromotoren an den Radnaben der Hinterräder.
Das Serienfahrzeug wurde auf der gleichen GM-Theta-Plattform aufgebaut wie der Saab 9-4X. Eigentlich sollte die Serienausführung Cadillac BRX heißen und den SRX ersetzen, aber Cadillac führte stattdessen die zweite Generation mit unverändertem Namen auf Basis des Designs des Provoq ein.